# 辻野隆三
辻野 隆三（つじの りゅうそう、1969年2月24日 - ）は、日本の実業家、テニス指導者、解説者、元プロテニス選手。妻は歌手の荻野目洋子。

## 人物
東京都小平市出身。堀越高等学校卒業。小学校3年までは野球に熱中する少年であったが、テニスを始めたのは1977年ウィンブルドン選手権男子シングルス決勝（ビョルン・ボルグ VS ジミー・コナーズ戦）で、ボルグが勝って優勝した試合をたまたまテレビで見て「これだ!」と閃き、すぐにテニススクールの門を叩いたことによるもの。高校時代は桜田倶楽部所属。全日本ジュニア選手権（U-18カテゴリー）では1985年から3年連続優勝。最初の優勝では決勝戦で1学年上だった松岡修造（柳川高等学校）に勝利している。また全国高等学校総合体育大会では1986年度に堀越高等学校のメンバーとして、団体・個人の二冠に輝いた。卒業後にアメリカ合衆国へ渡り、ビタス・ゲルレイティスやロバート・ランスドープらの指導を受けるなど2年半の武者修行を敢行した。その間にプロに転向している。プロ転向3年目の1990年、セイコー・スーパー・テニスに出場し、2回戦でボリス・ベッカーと対戦、0-2（4-6, 6-7）で敗れたが、ベッカーからサービスエースポイントを多く奪うなど大健闘した。プロデビュー後、アメリカ合衆国のフロリダ州にあるテニスアカデミーIMGアカデミーと契約、日本人第1号となった。しかし現実は厳しく、心が折れてしまった。1992年、1994年、1996年のイザワ・クリスマスオープン・テニストーナメントに3度の優勝を果たす。デビスカップ日本代表選手としては、1992年、1994年、1995年に松岡修造、山本育史と共にメンバーに選出され、出場している。1994年の1994年アジア競技大会ではテニス競技に出場、ミックスダブルスで宮城ナナとコンビを組み、準優勝を果たした。1997年に実業団テニスチームの北日本物産の監督に就任、2003年まで選手兼任監督として自らも現役でプレーしつつ、2006年の退任まで本村剛一や藤原里華らを指導した。2003年に現役引退後、後進の育成を考えて神奈川県横浜市にMIRAI TENNIS ACADEMYを設立。指導者として活動する傍ら、GAORAや日本放送協会のテニス中継では解説者を務める。
2001年に高校の同級生であった荻野目洋子（歌手）と結婚し3女がいる。また日本テニス協会では現在、ツアー機構事業推進本部プロツアー委員長、事業推進委員、専務理事直轄ジャパンオープン委員、常務理事会直轄国際委員を務め、日本プロテニス協会では平成25年度・26年度の2年間、常務理事を務めている。2019年1月3日にTBSテレビ「消えた天才新春スペシャル」で松岡修造が唯一敵わなかった年下のテニス選手として紹介された。